# Liste der Naturdenkmale in Epfenbach
| Naturdenkmale | Anzahl |
| ------------- | ------ |
| FND           | 0      |
| END           | 7      |
| Gesamt        | 7      |

Die Liste der Naturdenkmale in Epfenbach nennt die verordneten Naturdenkmale (ND) der im baden-württembergischen Rhein-Neckar-Kreis liegenden Gemeinde Epfenbach. In Epfenbach gibt es insgesamt sieben als Naturdenkmal geschützte Objekte, keines ist ein flächenhaftes Naturdenkmal (FND), alle sind Einzelgebilde-Naturdenkmale (END).
Stand: 31. Oktober 2016.

## Einzelgebilde (END)
| Name                                    | Bild     | Kennung     | Einzelheiten | Position | Fläche Hektar | Datum         |
| --------------------------------------- | -------- | ----------- | ------------ | -------- | ------------- | ------------- |
| Rosskastanie ev. Kirche                 | ND links | 82260170002 | Epfenbach    | ⊙        | 0,0           | 26. Feb. 2004 |
| Rotbuche, Gew. Schimmel                 | BW       | 82260170008 | Epfenbach    | ⊙        | 0,0           | 26. Feb. 2004 |
| Waldkiefer ev. Kirche                   | BW       | 82260170001 | Epfenbach    | ⊙        | 0,0           | 26. Feb. 2004 |
| Wasserbirnbaum an L530 bei Sportanlagen | BW       | 82260170003 | Epfenbach    | ⊙        | 0,0           | 26. Feb. 2004 |
| Winterlinde neben Kreuzweg b. Brunnen   | BW       | 82260170005 | Epfenbach    | ⊙        | 0,0           | 26. Feb. 2004 |
| 29 Winterlinden, alter Sportplatz       | BW       | 82260170006 | Epfenbach    | ⊙        | 0,0           | 26. Feb. 2004 |
| 30 Rosskastanien, alter Sportplatz      | BW       | 82260170007 | Epfenbach    | ⊙        | 0,0           | 26. Feb. 2004 |
| Legende für Naturdenkmal                |          |             |              |          |               |               |